# 수상한 이웃
"수상한 이웃"은 2019년에 개봉한 대한민국의 영화이다.

## 캐스팅
- 오지호 : 태성 역
- 오광록 : 덕만 역
- 손다솜: 은서 역
- 성모 : 민우 역
- 강희 : 정욱 역
- 영민 : 현수 역
- 안지환 : 영식 역
- 선우 : 영란 역
- 유다미 : 희정 역
- 이태원 : 진희 역
- 이상훈 : 경훈 역
- 인지영 : 미소 역
- 배진아 : 유진 역
- 최청자 : 갑순 역
- 김수정 : 혜진 역
- 우규빈 : 근호 역
- 호다 니쿠 : 은서 모 역
- 김최용준 : 상태 역
- 박경근 : 중태 역
- 최영우 : 하태 역
- 정정아 : 엄마 1 역
- 박보드레 : 엄마 2 역
- 김경선 : 엄마 3 역
- 이동엽 : 아빠 1 역
- 김규나 : 운동여아 역
- 윤솔 : 동대표 역
- 김정인 : 중년고객남 역
- 손민지 : 가로등녀 역
- 박현욱 : 시비남 역
- 권훈 : 자전거남 역
- 송지호 : 아이 1 역
- 전미경 : 중년녀 역
- 박병기 : 중년남 1 역
- 김인석 : 중년남 2 역
- 윤기원 : 정육점사장 역 (특별출연)
- 김이선 : 하이힐녀 역 (특별출연)
- 맑음 : 운동녀 역 (특별출연)
- 예인 : 카페알바녀 역 (특별출연)
- 정미연 : 영식아내 역 (특별출연)

## 같이 보기
- 2019년 대한민국의 영화 목록